# 돕는 행동

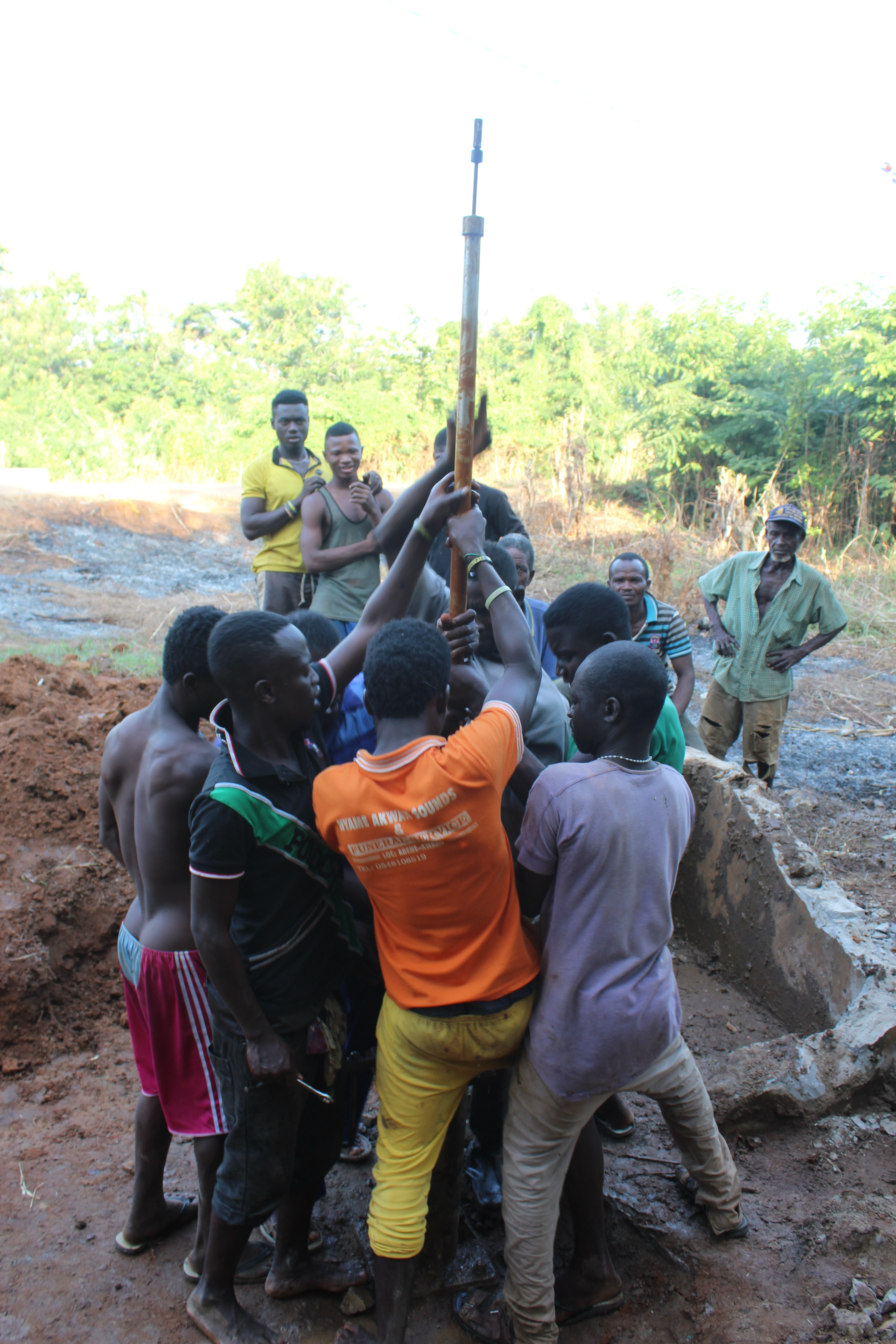
가나의 시추공 수리를 돕고 있는 인근 마을의 노동자와 사람들

돕는 행동(Helping behavior)은 보상을 고려하거나 무시하면서 다른 사람을 돕기 위한 자발적인 행동을 의미한다. 친사회적 행동(나누기, 위로하기, 구조하기, 돕기 등 다른 개인이나 집단을 돕거나 이익을 주기 위한 자발적인 행동)의 일종이다.
이타주의는 이러한 방식으로 돕는 행동과 구별된다. 이타주의는 외부 보상(구체적 보상 또는 사회적 보상)이나 내부 보상(자기 보상)을 기대하지 않고 수행되는 친사회적 행동을 말한다. 이타주의의 한 예는 익명으로 자선 단체에 기부하는 것이다.

## 같이 보기
- 이타주의
- 협업
- 사회성 곤충
- 우정
- 영웅
- 인도주의적 지원
- 호혜이타주의
- 구난
- 동물사회성
- 사회심리학
- 사회적 지지
- 자원봉사